# Lijst van rijksmonumenten in Opeinde
De plaats Opeinde (De Pein) telt 10 inschrijvingen in het rijksmonumentenregister. Hieronder een overzicht. 
| Object                                                                                               | Oorspronkelijke functie? | Bouwjaar                            | Architect                      | Locatie           | Coördinaten?                | Nr.?   | Afbeelding                                                                                           |
| --- | ------------------------ | ----------------------------------- | ------------------------------ | ----------------- | --------------------------- | ------ | --- |
| Keuterboerderijtje met voortopgevel met halve kruiskozijnen met roeden en in de top luiken           | Boerderij                | verm. 1686                          |                                | Nijtap 3          | 53° 8' 3" NB, 6° 4' 21" OL  | 33986  | Keuterboerderijtje met voortopgevel met halve kruiskozijnen met roeden en in de top luiken           |
| Vrijburg                                                                                             | Boerderij                | 1805                                |                                | Nijtap 65         | 53° 7' 46" NB, 6° 5' 10" OL | 33987  | Vrijburg                                                                                             |
| Klokkenstoel met schilddak                                                                           | Vanwege onderdelen kerk  | ca. 1860                            |                                | bij Nijtap 21     | 53° 8' 4" NB, 6° 4' 32" OL  | 33988  | Meer afbeeldingen                                                                                    |
| Kop-rompboerderij met asymmetrisch geplaatst voorhuis onder pannen zadeldak met schoorsteen met bord | Boerderij                | ca. 1860 1926 (uitbr.) 1954 (verb.) | T. van der Kooi (1926)         | Kommisjewei 7     | 53° 7' 59" NB, 6° 4' 5" OL  | 499088 | Kop-rompboerderij met asymmetrisch geplaatst voorhuis onder pannen zadeldak met schoorsteen met bord |
| Kop-rompboerderij, bijschuur onder rieten schilddak                                                  | Boerderij                | ca. 1900 1920 (verb.)               |                                | bij Kommisjewei 7 | 53° 7' 59" NB, 6° 4' 5" OL  | 499094 | Kop-rompboerderij, bijschuur onder rieten schilddak                                                  |
| Kop-rompboerderij, stookhok                                                                          | Boerderij                | ca. 1860                            |                                | bij Kommisjewei 7 | 53° 7' 60" NB, 6° 4' 7" OL  | 499100 | Kop-rompboerderij, stookhok                                                                          |
| Villa in de stijl van de Amsterdamse School                                                          | Boerderij                | 1927                                | C.R. de Boer en G.M. van Manen | Kommisjewei 32    | 53° 8' 3" NB, 6° 3' 55" OL  | 499187 | Meer afbeeldingen                                                                                    |
| Villa, losse veestal waarin oorspronkelijk twee arbeiderswoningen                                    | Boerderij                | 1928 1979 (verb.)                   | C.R. de Boer en G.M. van Manen | Kommisjewei 34    | 53° 8' 5" NB, 6° 3' 56" OL  | 499193 | Villa, losse veestal waarin oorspronkelijk twee arbeiderswoningen                                    |
| Hervormde kerk                                                                                       | Kerk en kerkonderdeel    | 1908 1975 (uitbr.)                  | W. te Riele                    | Kommisjewei 25    | 53° 8' 1" NB, 6° 3' 57" OL  | 499273 | Meer afbeeldingen                                                                                    |
| Winkelwoonhuis met werkplaats                                                                        | Werk-woonhuis            | 1930                                | J. Bosma                       | Nijtap 2          | 53° 8' 0" NB, 6° 4' 20" OL  | 499298 | Winkelwoonhuis met werkplaats                                                                        |